# Parasteatoda subtabulata
Parasteatoda subtabulata là một loài nhện trong họ Theridiidae.
Loài này thuộc chi Parasteatoda. Parasteatoda subtabulata được Chuandian Zhu miêu tả năm 1998.